# Cuil

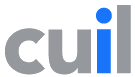
Cuil logotyp.

Cuil (uttalas "cool") var en söktjänst som skapades av de tidigare Google-anställda Costello Patterson, Anna Patterson och Russel Power som ett alternativ till Google.
En av nyheterna var att Cuil använde en annorlunda indexeringsteknik än den som Google använder. Istället för att sortera webbsidor efter antalet länkar, som Google gör, analyserade Cuil innehållet i sidorna istället. Dessutom uppgavs cuil söka igenom fler sidor än motsvarande söktjänst från Google.
Cuil började utvecklas 2006 och lanserades för allmänheten den 28 juli 2008. Bland utvecklarna fanns flera före detta Googleanställda. Tjänsten stängdes den 17 september 2010.